# سيندي ين
سيندي ين (بالصينية: 袁詠琳) هي مغنية وكاتبة غنائية صينية، ولدت في 14 نوفمبر 1986 في هيوستن في الولايات المتحدة.

## وصلات خارجية
- سيندي ين على موقع IMDb (الإنجليزية)
- سيندي ين على موقع ميوزك برينز (الإنجليزية)
- سيندي ين على موقع قاعدة بيانات الفيلم (الإنجليزية)